# Tahkuranna
Tahkuranna è un comune rurale dell'Estonia meridionale, nella contea di Pärnumaa. Il centro amministrativo è la località (in estone küla) di Uula.

## Località
Oltre al capoluogo, il comune comprende un borgo (in estone alevik), Võiste, e altre 9 località: 
Laadi, Leina, Lepaküla, Mereküla, Metsaküla, Piirumi, Reiu, Tahkuranna, Uulu.